# Anna Dulce
Anna Dulce (Chisináu, 22 de octubre de 2005) es una deportista moldava que compite en tiro, en la modalidad de pistola. Ganó una medalla de oro en el Campeonato Europeo de Tiro en 10 m de 2024, en la prueba de pistola 10 m.

## Palmarés internacional
| Campeonato Europeo | Campeonato Europeo | Campeonato Europeo | Campeonato Europeo |
| Año                | Lugar              | Medalla            | Prueba             |
| ------------------ | ------------------ | ------------------ | ------------------ |
| 2024               | Győr (Hungría)     | Medalla de oro     | Pistola 10 m       |